# Madonna col Bambino (Carlo Crivelli Ancona)
La Madonna col Bambino è un dipinto a tempera e oro su tavola (21x15 cm) di Carlo Crivelli, databile al 1480 circa e conservato nella Pinacoteca civica Francesco Podesti di Ancona. È firmato OPVS CAROLI CRIVELLI VENETI.

## Storia
L'opera, secondo la testimonianza del Melchiorri (1844) proverrebbe dalla chiesa di San Francesco ad Alto di Ancona, ove era posta nella cappella del beato Gabriele Ferretti, eretta nel 1480 dal nipote del beato, padre Bernardino Ferretti. Nel 1861 si trovava comunque nella sagrestia di tale chiesa, in un armadio dove la videro Cavalcaselle e Morelli che, nel catalogo degli oggetti d'arte esistenti nelle Marche, annotarono "di meravigliosa conservazione".
Entrò successivamente nella Pinacoteca civica Francesco Podesti di Ancona, e ne seguì gli spostamenti di sede: prima nell'ex-convento di San Domenico, poi nel convento della chiesa di San Francesco alle Scale; durante la guerra fu tenuta a Urbino, fino al 1950, e in seguito fu esposta al palazzo degli Anziani e infine al palazzo Bosdari.
La datazione, su base stilistica, ha oscillato tra gli anni settanta e ottanta del Quattrocento, vicina ad opere quali la Madonna Lenti e la Madonna col Bambino che regge una mela.

## Descrizione e stile
Lo schema è tipico dell'artista, con la Madonna a mezza figura che si sporge oltre una balaustra lapidea su cui si trova la firma dell'artista e sta appoggiato un libriccino. Il Bambino è tenuto in grembo, e somiglia a certi fanciulli del Mantegna. Sullo sfondo una tenda calata isola le figure centrali, arricchita da una ghirlanda di foglie, mele e un cetriolo, elementi ricchi di significati simbolici, e facente intravedere due brani di paesaggio ai lati: arido a destra e rigoglioso a sinistra, secondo la simbologia di vita e morte prima e dopo la venuta di Cristo. Il corvo sul ramo secco nella scena di sinistra rimarca la desolazione del mondo prima della nascita del Salvatore.
Molti altri sono i simboli legati alla Passione e alla redenzione umana tramite il sacrificio di Cristo, a partire dal cardellino che il Bambino tiene legato a un filo (la leggenda vuole che la macchia rossa dell'uccellino fosse stata originata dal suo ferirsi con una delle spine della corona di Cristo durante la crocifissione quando tentò di staccarla per alleviarne le sofferenze). Le mele, ricordano invece il peccato originale; i rubini rossi di Maria, sono il simbolo della sua premonizione del sangue versato dal figlio; le perle sono legate al tema della verginità e della fecondità di Maria; il cetriolo rimanda alla resurrezione di Cristo, ricordando la storia di Giona. Altro simbolo è la noce aperta, che il Bambino tiene in mano mostrandone il gheriglio, che richiama la natura divina di Cristo; il simbolo del gheriglio di noce è usato da Crivelli soltanto in quest'opera. Il libro della Sapienza aperto, infine, è simbolo di saggezza e forse la sua divisione in dieci parti tramite alcune cordelle richiama il Decalogo. 
Sontuosa è la veste di Maria, composta da un damasco dorato decorato da perle; sul tessuto sono raffigurate foglie di acanto, che con le loro spine ricordano il dolore di Maria per la passione del figlio. A questo decorativismo di matrice quasi bizantina fa da contraltare l'estrema eleganza disegnativa della scena. Maria ad esempio ruota il busto facendo quasi scomparire una spalla e generando un movimento serpentinato con il girarsi del viso dall'altra parte, verso il figlio. Raffinato e poi il modo con cui afferra, in punta di dita, il piedino del figlio.